# Perinoia exclamans
Perinoia exclamans är en insektsart som beskrevs av Walker 1857. Perinoia exclamans ingår i släktet Perinoia och familjen spottstritar. Inga underarter finns listade i Catalogue of Life.